# Bartolomeo Dall'Acqua
Bartolomeo Dall'Acqua (Vicenza?, ... – fine XVIII secolo) è stato un pittore italiano.

## Biografia
Nel 1752, quando Giovanni Cadioli fondò l'Accademia delle Belle Arti di Mantova, Bartolomeo Dall'Acqua venne nominato professore accademico.

## Opere

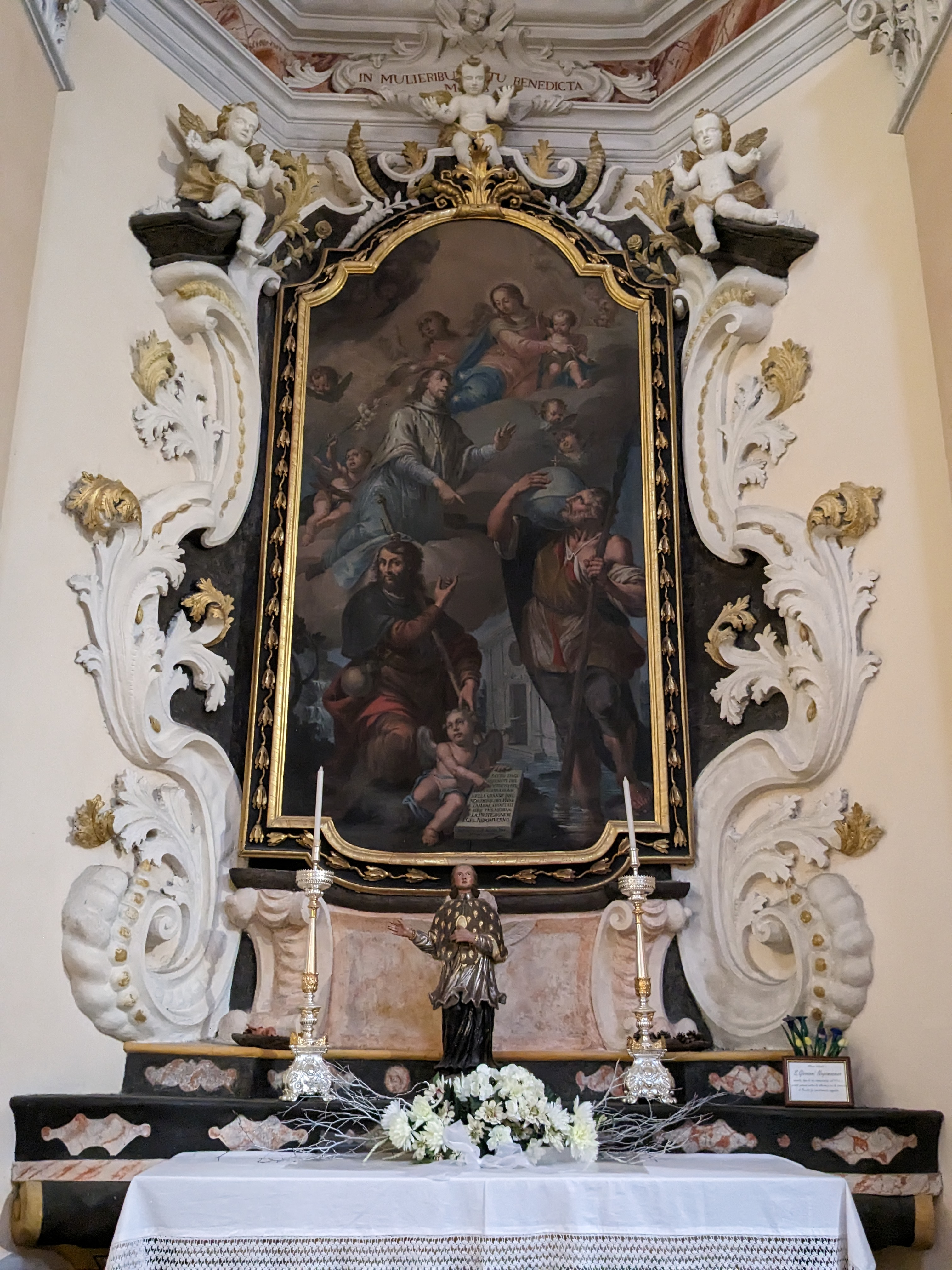
Tela nella Chiesa della Madonna dei Ghiacciai, Pecetto di Macugnaga

- Tobiolo e l'Angelo, tondo su tela, Chiesa prepositurale di Sant'Erasmo, Castel Goffredo (Mn)[3]
- Madonna con il Bambino, san Giovanni Nepumuceno, san Giacomo e san Cristoforo, olio su tela, 1756, Chiesa della Madonna dei Ghiacciai, Pecetto di Macugnaga (VCO)
- Santissimo nome di Maria, pala d'altare, 1760, Chiesa parrocchiale di Gabbiana di Castellucchio (Mn)[4]
- Alcune opere all'interno del convento collocato a fianco della Chiesa di San Barnaba a Mantova sono andate disperse dopo la soppressione del convento.